# Кубок Ліги (Україна)

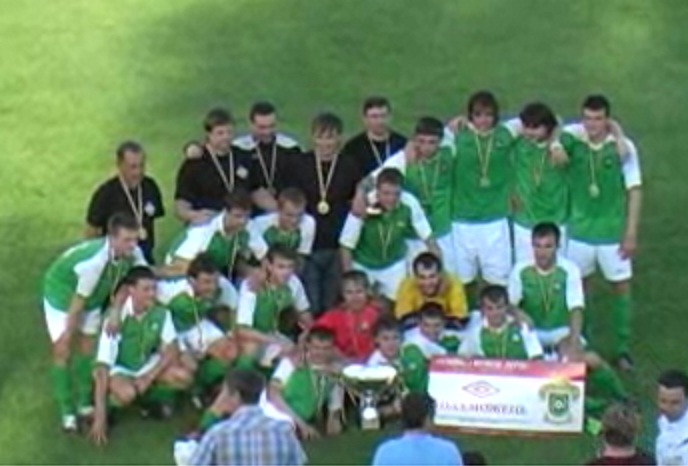
Нива з кубком Ліги після фінального матчу, 6 червня 2010

Кубок Ліги — турнір, що проводився ПФЛ у сезоні 2009/2010. Турнір був запроваджений задля збільшення кількості офіційних матчів у команд другої ліги (у 2009 році кількість команд ліги зменшилася до 26 — 12 у групі А і 14 у групі Б) з метою розширення змагальної діяльності, популяризації та підвищення престижу професіонального футболу в Україні.
У березні 2010 року спонсором турніру стала компанія «Umbro», турнір отримав назву Умбро Кубок Ліги.

## Формат
До участі у змаганнях допускаються команди ПФЛ, а також аматорські команди за клопотанням регіональних федерацій футболу.
Кубок Ліги проводився в п'ять етапів. Спочатку вісім груп, сформованих з 24 колективів за територіальним принципом, зіграли турнір у два кола. Із кожної групи вийшли по дві команди, які 31 березня 2010 року зустрілися в другому етапі — 1/8 фіналу. Далі розіграш відбувався за кубковою системою. У півфіналі переможець визначався за сумою двох матчів, інші етапи складалися з одного матчу.

## Учасники
У турнірі взяли участь 24 команди: 13 команд другої ліги, 8 аматорських команд і 3 молодіжних (дублюючих) склади команд першої ліги:
| Команда             | Місто/село                           | Область                   | Стадіон                                                  | Місткість стадіону | Статус команди |
| ------------------- | ------------------------------------ | ------------------------- | -------------------------------------------------------- | ------------------ | -------------- |
| «Арсенал-2»         | Біла Церква                          | Київська                  | «Трудові резерви»                                        | 13500              | Дубл           |
| «Бастіон»           | Чорноморськ                          | Одеська                   | «Шкільний» «Олімпік»                                     | 1500 250           | Проф           |
| «Верес»             | Рівне                                | Рівненська                | «Авангард»                                               | 4500               | Проф           |
| «Волинь-Цемент»     | Здолбунів                            | Рівненська                | «Локомотив»                                              | 1500               | Амат           |
| «Гірник-спорт»      | Горішні Плавні                       | Полтавська                | «Юність»                                                 | 2500               | Проф           |
| «Дніпро-75»         | Дніпро                               | Дніпропетровська          | «Ювілейний» (с. Новоолександрівка)                       | 100                | Проф           |
| «Дністер-2»         | смт Овідіополь                       | Одеська                   | «Дністер» ім. Віктора Дукова                             | 1500               | Дубл           |
| «Зеніт»             | Боярка                               | Київська                  | «Зеніт»                                                  | 96                 | Амат           |
| «Іллічівець-2»      | Маріуполь                            | Донецька                  | «Азовець» «Західний»                                     | 1660 3063          | Проф           |
| Карпати-2           | Львів                                | Львівська                 | НСБ ЛВС МОУ «СКА»                                        | 16724              | Проф           |
| ФК «Львів-2»        | Львів                                | Львівська                 | «Над Бугом» (м. Кам'янка-Бузька)                         | 2660               | Проф           |
| «Мир»               | с.Горностаївка Новотроїцького району | Херсонська                | «Затис»                                                  | 1250               | Амат           |
| ФК «Моршин»         | Моршин                               | Львівська                 | «Сокіл» (м. Стрий)                                       | 6000               | Проф           |
| «Нива»              | Вінниця                              | Вінницька                 | ЦМС                                                      | 24000              | Проф           |
| ПФК «Олександрія-2» | Олександрія                          | Кіровоградська            | «Олімп»                                                  | 4000               | Дубл           |
| «Олімпік»           | Кропивницький                        | Кіровоградська            | «Ікар»                                                   | 1500               | Амат           |
| «Олком»             | Мелітополь                           | Запорізька                | «Спартак» ім. О.Олексенка                                | 2000               | Проф           |
| «Рось»              | Біла Церква                          | Київська                  | «Трудові резерви» стадіон НТБ ФК «Арсенал» (с. Шкарівка) | 13500 …            | Проф           |
| «Спартак»           | смт Молодіжне                        | Автономна Республіка Крим | «КТ Спорт-Арена» (смт Аграрне)                           | 3250               | Амат           |
| «Сталь»             | Дніпродзержинськ                     | Дніпропетровська          | «Металург»                                               | 2900               | Проф           |
| «Тепловик»          | Южноукраїнськ                        | Миколаївська              | «Олімп»                                                  | 5500               | Амат           |
| «Титан»             | Донецьк                              | Донецька                  | «Смолянка»                                               | 5000               | Амат           |
| «Ходак»             | Черкаси                              | Черкаська                 | Центральний                                              | 10321              | Амат           |
| «Шахтар-3»          | Донецьк                              | Донецька                  | ЦС «Шахтар» СТБ «Кірша»                                  | 31718 1500         | Проф           |

18 вересня 2009 року, перед другим туром змагань, у зв'язку зі складним фінансовим становищем від участі в турнірі відмовився ФК «Лужани» (у першому турі команда була вихідна). Рішенням Адміністрації ПФЛ від 21 вересня 2009 року замість «Лужан» була заявлена «Волинь-Цемент»
17 лютого 2010 року Постановою Центральної Ради ПФЛ футбольний клуб «Моршин» перейменовано на футбольний клуб «Скала».
1 березня 2010 року Центральна Рада ПФЛ виключила зі змагань команди «Дністер-2», ПФК «Олександрія-2» і «Ходак» за проханням самих клубів.
26 березня 2010 року Адміністрація ПФЛ виключила зі змагань команди «Верес», «Волинь-Цемент» і «Дніпро-75» у зв'язку зі скрутним фінансовим становищем.
«Тепловик» знявся після закінчення групового турніру.

## Груповий турнір
Команди були поділені на 8 груп за територіальним принципом:
| Група А - «Карпати-2» - ФК «Львів-2» - ФК «Моршин» | Група B - «Верес» - «Волинь-Цемент» - «Нива» В | Група C - «Бастіон» - «Дністер-2» - «Тепловик» | Група D - «Мир» - «Олком» - «Спартак» | Група E - «Гірник-спорт» - ПФК «Олександрія-2» - «Ходак» | Група F - «Арсенал-2» - «Зеніт» - «Рось» | Група G - «Іллічівець-2» - «Титан» - «Шахтар-3» | Група H - «Дніпро-75» - «Олімпік» - «Сталь» |

Матчі групового турніру було заплановано повести з 9 вересня по 4 листопада 2009 року, однак у зв'язку з епідемією грипу A/H1N1 один матч п'ятого і 5 матчів шостого туру були перенесені на весну.
До 1/8 фіналу вийшли команди, що посіли перші та другі місця у групах.
Дні турів:
- 1-й тур — 9 вересня 2009 (матч групи E перенесений на 22 вересня)
- 2-й тур — 22 вересня 2009 (матч групи E перенесений на 21 жовтня)
- 3-й тур — 6 жовтня 2009
- 4-й тур — 14 жовтня 2009 (матч групи C перенесений на 13 жовтня)
- 5-й тур — 28 жовтня 2009 (матч групи B перенесений на 27 жовтня, групи A — на 23 березня 2010 року)
- 6-й тур — 4 листопада 2009 (5 матчів перенесені на березень 2010 року)

### Група A
| Команда      | КАР | ЛЬВ | МОР |
| ------------ | --- | --- | --- |
| «Карпати-2»  |     | 1:4 | 3:0 |
| ФК «Львів-2» | 0:0 |     | 0:1 |
| ФК «Моршин»  | 1:2 | 0:2 |     |

| М | Команда      | І | В | Н | П | РМ  | О |
| - | ------------ | - | - | - | - | --- | - |
| 1 | ФК «Львів-2» | 4 | 2 | 1 | 1 | 6−2 | 7 |
| 2 | «Карпати-2»  | 4 | 2 | 1 | 1 | 6−5 | 7 |
| 3 | «Скала»      | 4 | 1 | 0 | 3 | 2−7 | 3 |

| 9 вересня 2009 15:00 |

| ФК «Моршин» | 0:2      | ФК «Львів-2»             |
| ----------- | -------- | ------------------------ |
|             | протокол | Бабич 17' Віт. Макар 50' |

| Стрий, стадіон «Сокіл» Глядачів: 500 Арбітр: Андрій Нізола (Івано-Франківськ) |

| 22 вересня 2009 16:00 |

| «Карпати-2»                                | 3:0      | ФК «Моршин» |
| ------------------------------------------ | -------- | ----------- |
| Яджин 4' Левчук 57' Карпінець 90+2' (авт.) | протокол |             |

| Львів, стадіон СКА Глядачів: 150 Арбітр: Михайло Митровський (Ужгород) |

| 6 жовтня 2009 15:30 |

| ФК «Львів-2» | 0:0      | «Карпати-2» |
| ------------ | -------- | ----------- |
|              | протокол |             |

| Кам'янка-Бузька, стадіон «Над Бугом» Глядачів: 500 Арбітр: Юрій Суряк (Львів) |

| 14 жовтня 2009 15:00 |

| ФК «Львів-2» | 0:1      | ФК «Моршин» |
| ------------ | -------- | ----------- |
|              | протокол | Сало 35'    |

| Кам'янка-Бузька, стадіон «Над Бугом» Глядачів: 500 Арбітр: Юрій Синишин (Івано-Франківськ) |

| 23 березня 2010 15:00 |

| «Скала»       | 1:2      | «Карпати-2»             |
| ------------- | -------- | ----------------------- |
| Єрмаченко 58' | протокол | Левчук 3' Кокотайло 20' |

| Стрий, стадіон «Сокіл» Глядачів: 1000 Арбітр: Андрій Нізола (Івано-Франківськ) |

| 29 березня 2010 15:00 |

| «Карпати-2» | 1:4      | ФК «Львів-2»                                        |
| ----------- | -------- | --------------------------------------------------- |
| Фостяк 88'  | протокол | Грицай 2' Танчик 28' І. Білий 34' (пен.) Танчик 52' |

| Львів, стадіон СКА Глядачів: 400 Арбітр: Юрій Суряк (Львів) |

Бомбардири:
|   | Гравець          | Клуб         | Ігри | Голи |
| - | ---------------- | ------------ | ---- | ---- |
| 1 | Володимир Танчик | ФК «Львів-2» | 1    | 2    |
| 2 | Андрій Левчук    | «Карпати-2»  | 4    | 2    |

### Група B
| Команда         | ВЕР | ВОЛ | НИВ |
| --------------- | --- | --- | --- |
| «Верес»         |     | 5:0 | 2:4 |
| «Волинь-Цемент» | 2:3 |     | −:+ |
| «Нива»          | 4:1 | 3:0 |     |

| М | Команда         | І | В | Н | П | РМ    | О  |
| - | --------------- | - | - | - | - | ----- | -- |
| 1 | «Нива»          | 4 | 4 | 0 | 0 | 11−3  | 12 |
| 2 | «Верес»         | 4 | 2 | 0 | 2 | 11−10 | 6  |
| 3 | «Волинь-Цемент» | 4 | 0 | 0 | 4 | 2−11  | 0  |

«Верес» і «Волинь-Цемент» знялися після закінчення групового турніру, тож до 1/8 фіналу з цієї групи вийшла лише «Нива».
| 9 вересня 2009 17:00 |

| «Верес»             | 2:4      | «Нива»                                                              |
| ------------------- | -------- | ------------------------------------------------------------------- |
| Любар 38' Любар 45' | протокол | Кушка 31' Бовтрук 59' Пилявський 63' (пен.) Веретинський 87' (пен.) |

| Рівне, стадіон «Авангард» Глядачів: 1000 Арбітр: Олексій Драчов (Київ) |

| 22 вересня 2009 17:00 |

| «Волинь-Цемент»                         | 2:3      | «Верес»                           |
| --------------------------------------- | -------- | --------------------------------- |
| Бондаренко 10' О.Л.Довгалець 35' (пен.) | протокол | Любар 33' Поліщук 65' Поліщук 85' |

| Здолбунів, стадіон «Локомотив» Глядачів: 300 Арбітр: Володимир Федунець (Тернопіль) |

| 6 жовтня 2009 16:00 |

| «Нива»                                 | 3:0      | «Волинь-Цемент» |
| -------------------------------------- | -------- | --------------- |
| Сергійчук 23' Сергійчук 36' Драган 45' | протокол |                 |

| Вінниця, Центральний міський стадіон Глядачів: 1000 Арбітр: Ярослав Біць (Львів) |

| 14 жовтня 2009 15:00 |

| «Нива»                                               | 4:1      | «Верес»     |
| ---------------------------------------------------- | -------- | ----------- |
| Веретинський 5' Воронін 10' Кушка 31' Герасимець 52' | протокол | Поліщук 90' |

| Вінниця, Центральний міський стадіон Глядачів: 1000 Арбітр: Віктор Чернишов (Кременчук) |

| 27 жовтня 2009 14:00 |

| «Верес»                                                    | 5:0      | «Волинь-Цемент» |
| ---------------------------------------------------------- | -------- | --------------- |
| Манасян 14' Поліщук 32' Поліщук 46' Бєлов 86' Власюк 90+1' | протокол |                 |

| Рівне, стадіон «Авангард» Глядачів: 200 Арбітр: Юрій Суряк (Львів) |

| 27 березня 2010 |

| «Волинь-Цемент» | −:+      | «Нива» |
| --------------- | -------- | ------ |
|                 | протокол |        |

| Здолбунів, стадіон «Локомотив» |

Бомбардири:
|   | Гравець             | Клуб    | Ігри | Голи (пен.) |
| - | ------------------- | ------- | ---- | ----------- |
| 1 | Олександр Поліщук   | «Верес» | 3    | 5           |
| 2 | Олександр Любар     | «Верес» | 3    | 3           |
| 3 | Сергій Кушка        | «Нива»  | 3    | 2           |
| 3 | Михайло Сергійчук   | «Нива»  | 2    | 2           |
| 5 | Андрій Веретинський | «Нива»  | 3    | 2 (1)       |

### Група C
| Команда     | БАС | ДНІ | ТЕП |
| ----------- | --- | --- | --- |
| «Бастіон»   |     | 5:0 | 3:0 |
| «Дністер-2» | 2:3 |     | 2:0 |
| «Тепловик»  | 0:4 | 0:4 |     |

| М | Команда     | І | В | Н | П | РМ   | О  |
| - | ----------- | - | - | - | - | ---- | -- |
| 1 | «Бастіон»   | 4 | 4 | 0 | 0 | 15−2 | 12 |
| 2 | «Дністер-2» | 4 | 2 | 0 | 2 | 8−8  | 6  |
| 3 | «Тепловик»  | 4 | 0 | 0 | 4 | 0−13 | 0  |

«Дністер» і «Тепловик» знялися після закінчення групового турніру, тож до 1/8 фіналу з цієї групи вийшов лише «Бастіон».
| 9 вересня 2009 15:00 |

| «Бастіон»                                                              | 5:0      | «Дністер-2» |
| ---------------------------------------------------------------------- | -------- | ----------- |
| Нечипорук 25' Белмохтар 39' Барба 46' Гайдаржі 70' В.Данильченко 90+2' | протокол |             |

| Іллічівськ, стадіон «Шкільний» Глядачів: 200 Арбітр: Андрій Семенов (Дніпропетровськ) |

| 22 вересня 2009 11:15 |

| «Дністер-2»            | 2:0      | «Тепловик» |
| ---------------------- | -------- | ---------- |
| Гуляєв 54' Осадчук 84' | протокол |            |

| Овідіополь, стадіон «Дністер» ім. В.Дукова Глядачів: 50 Арбітр: Антон Ісаєв (Запоріжжя) |

| 6 жовтня 2009 15:00 |

| «Тепловик» | 0:4      | «Бастіон»                                                  |
| ---------- | -------- | ---------------------------------------------------------- |
|            | протокол | Сантрапинських 34' Бредіс 73' Бредіс 82' Д.Коваленко 90+2' |

| Южноукраїнськ, стадіон «Олімп» Глядачів: 300 Арбітр: Ігор Жосан (Херсон) |

| 13 жовтня 2009 14:00 |

| «Дністер-2»               | 2:3      | «Бастіон»                         |
| ------------------------- | -------- | --------------------------------- |
| Кругляк 62' Коваленко 71' | протокол | Бредіс 9' Барба 42' Белмохтар 62' |

| Овідіополь, стадіон «Дністер» ім. В.Дукова Глядачів: 100 Арбітр: Дмитро Козорезов (с. Сергіївка) |

| 28 жовтня 2009 14:00 |

| «Тепловик» | 0:4      | «Дністер-2»                                       |
| ---------- | -------- | ------------------------------------------------- |
|            | протокол | Гуляєв 10' Нємчанінов 19' Кругляк 38' Осадчук 64' |

| Южноукраїнськ, стадіон «Олімп» Глядачів: 200 Арбітр: Ігор Пасхал (Херсон) |

| 4 листопада 2009 |

| «Бастіон» | 3:0      | «Тепловик» |
| --------- | -------- | ---------- |
|           | протокол |            |

| Іллічівськ, стадіон «Шкільний» |

Згідно з рішенням ДК ПФЛ №18 від 20 листопада 2009 року за неявку на гру команді «Тепловик» зарахована технічна поразка 0:3, а команді «Бастіон» — технічна перемога 3:0.
Бомбардири:
|   | Гравець          | Клуб        | Ігри | Голи |
| - | ---------------- | ----------- | ---- | ---- |
| 1 | Олександр Бредіс | «Бастіон»   | 2    | 3    |
| 2 | Вадим Барба      | «Бастіон»   | 3    | 2    |
| 2 | Саїд Белмохтар   | «Бастіон»   | 3    | 2    |
| 2 | Владислав Гуляєв | «Дністер-2» | 4    | 2    |
| 2 | Андрій Кругляк   | «Дністер-2» | 3    | 2    |
| 2 | Євген Осадчук    | «Дністер-2» | 4    | 2    |

### Група D
| Команда   | МИР | ОЛК | СПА |
| --------- | --- | --- | --- |
| «Мир»     |     | 2:1 | 2:0 |
| «Олком»   | 2:0 |     | 0:1 |
| «Спартак» | 1:1 | 1:1 |     |

| М | Команда   | І | В | Н | П | РМ  | О |
| - | --------- | - | - | - | - | --- | - |
| 1 | «Мир»     | 4 | 2 | 1 | 1 | 5−4 | 7 |
| 2 | «Спартак» | 4 | 1 | 2 | 1 | 3−4 | 5 |
| 3 | «Олком»   | 4 | 1 | 1 | 2 | 4−4 | 4 |

| 9 вересня 2009 16:00 |

| «Спартак»   | 1:1      | «Мир»       |
| ----------- | -------- | ----------- |
| Новіков 77' | протокол | Жигалов 13' |

| Аграрне, стадіон «КТ Спорт-Арена» Глядачів: 300 Арбітр: Олексій Москаленко (Кривий Ріг) |

| 22 вересня 2009 16:00 |

| «Олком» | 0:1      | «Спартак»        |
| ------- | -------- | ---------------- |
|         | протокол | Т.Новотрясов 11' |

| Мелітополь, стадіон «Спартак» ім. О.Олексенка Глядачів: 1000 Арбітр: Віталій Романов (Дніпропетровськ) |

| 6 жовтня 2009 16:00 |

| «Мир»                  | 2:1      | «Олком»    |
| ---------------------- | -------- | ---------- |
| Жигалов 13' Зайцев 68' | протокол | Ткачов 28' |

| Горностаївка, стадіон «Затис» Глядачів: 300 Арбітр: Сергій Толмачов (Маріуполь) |

| 14 жовтня 2009 15:00 |

| «Мир»                  | 2:0      | «Спартак» |
| ---------------------- | -------- | --------- |
| Зайцев 19' Доценко 87' | протокол |           |

| Горностаївка, стадіон «Затис» Глядачів: 200 Арбітр: Антон Ісаєв (Запоріжжя) |

| 28 жовтня 2009 13:00 |

| «Спартак»           | 1:1      | «Олком»           |
| ------------------- | -------- | ----------------- |
| Печенкін 81' (пен.) | протокол | Кобзєв 53' (пен.) |

| Аграрне, стадіон «КТ Спорт-Арена» Глядачів: 100 Арбітр: Роман Калита (Миколаїв) |

| 4 листопада 2009 13:00 |

| «Олком»                 | 2:0      | «Мир» |
| ----------------------- | -------- | ----- |
| Ткачов 65' Тарануха 70' | протокол |       |

| Мелітополь, стадіон «Спартак» ім. О.Олексенка Глядачів: 200 Арбітр: Дмитро Козорезов (с. Сергіївка) |

Бомбардири:
|   | Гравець        | Клуб    | Ігри | Голи |
| - | -------------- | ------- | ---- | ---- |
| 1 | Сергій Жигалов | «Мир»   | 4    | 2    |
| 1 | Віталій Зайцев | «Мир»   | 4    | 2    |
| 1 | Євген Ткачов   | «Олком» | 4    | 2    |

### Група E
| Команда             | ГІР | ОЛЕ | ХОД |
| ------------------- | --- | --- | --- |
| «Гірник-спорт»      |     | 1:2 | +:− |
| ПФК «Олександрія-2» | 0:0 |     | 1:1 |
| «Ходак»             | 5:0 | 3:1 |     |

| М | Команда             | І | В | Н | П | РМ  | О |
| - | ------------------- | - | - | - | - | --- | - |
| 1 | «Ходак»             | 4 | 2 | 1 | 1 | 9−2 | 7 |
| 2 | ПФК «Олександрія-2» | 4 | 1 | 2 | 1 | 4−5 | 5 |
| 3 | «Гірник-Спорт»      | 4 | 1 | 1 | 2 | 1−7 | 4 |

«Ходак» і ПФК «Олександрія» знялися після 5-го туру, тому до 1/8 фіналу вийшла лише команда, що посіла третє місце, — «Гірник-спорт».
| 22 вересня 2009 16:00 |

| «Гірник-спорт» | 1:2      | ПФК «Олександрія-2»        |
| -------------- | -------- | -------------------------- |
| Молодожон 82'  | протокол | Д.Пономар 2' Д.Пономар 39' |

| Комсомольськ, стадіон «Юність» Глядачів: 200 Арбітр: Микола Кривоносов (Київ) |

| 6 жовтня 2009 15:00 |

| «Ходак»                                                        | 5:0      | «Гірник-спорт» |
| -------------------------------------------------------------- | -------- | -------------- |
| Гріщенко 11' Гопка 18' Лисоконь 22' Александров 40' Шевчук 88' | протокол |                |

| Черкаси, стадіон «Центральний» Глядачів: 400 Арбітр: Олександр Сидорук (Вінниця) |

| 14 жовтня 2009 13:00 |

| ПФК «Олександрія-2» | 0:0      | «Гірник-спорт» |
| ------------------- | -------- | -------------- |
|                     | протокол |                |

| Олександрія, стадіон «Олімп» Глядачів: 100 Арбітр: Ярослав Біць (Львів) |

| 21 жовтня 2009 13:00 |

| ПФК «Олександрія-2» | 1:1      | «Ходак»    |
| ------------------- | -------- | ---------- |
| Сирота 31'          | протокол | Шевчук 34' |

| Олександрія, стадіон «Олімп» Глядачів: 100 Арбітр: Анатолій Абдула (Харків) |

| 28 жовтня 2009 14:00 |

| «Ходак»                                 | 3:1      | ПФК «Олександрія-2» |
| --------------------------------------- | -------- | ------------------- |
| Лисоконь 25' Гопка 45' Підвисіцький 88' | протокол | В.Пономар 36'       |

| Черкаси, стадіон «Центральний» Глядачів: 120 Арбітр: Юрій Павлюченко (Полтава) |

| 23 березня 2010 |

| «Гірник-спорт» | +:−      | «Ходак» |
| -------------- | -------- | ------- |
|                | протокол |         |

| Комсомольськ, стадіон «Юність» |

Бомбардири:
|   | Гравець          | Клуб                | Ігри | Голи |
| - | ---------------- | ------------------- | ---- | ---- |
| 1 | Олег Гопка       | «Ходак»             | 3    | 2    |
| 1 | Михайло Лисоконь | «Ходак»             | 3    | 2    |
| 1 | Денис Пономар    | ПФК «Олександрія-2» | 3    | 2    |
| 1 | Антон Шевчук     | «Ходак»             | 3    | 2    |

### Група F
| Команда     | АРС | ЗЕН | РОС |
| ----------- | --- | --- | --- |
| «Арсенал-2» |     | 4:2 | 1:2 |
| «Зеніт»     | 0:2 |     | 1:5 |
| «Рось»      | 2:2 | 3:0 |     |

| М | Команда     | І | В | Н | П | РМ   | О  |
| - | ----------- | - | - | - | - | ---- | -- |
| 1 | «Рось»      | 4 | 3 | 1 | 0 | 12−4 | 10 |
| 2 | «Арсенал-2» | 4 | 2 | 1 | 1 | 9−6  | 7  |
| 3 | «Зеніт»     | 4 | 0 | 0 | 4 | 3−14 | 0  |

| 9 вересня 2009 16:00 |

| «Зеніт» | 0:2      | «Арсенал-2»                             |
| ------- | -------- | --------------------------------------- |
|         | протокол | Полусмак 25' (авт.) Литовчак 37' (пен.) |

| Боярка, стадіон «Зеніт» Глядачів: 200 Арбітр: Євген Петраков (Київ) |

| 22 вересня 2009 15:00 |

| «Рось» | 0:1 3:0  | «Зеніт»    |
| ------ | -------- | ---------- |
|        | протокол | Петрук 49' |

| Біла Церква, стадіон «Трудові резерви» Глядачів: 100 Арбітр: Катерина Монзуль (Бабаї) |

Згідно з рішенням ДК ПФЛ №16 від 22 жовтня 2009 року через участь у матчі гравця, не зареєстрованого ФФУ, результат матчу (0:1) анульовано, команді «Зеніт» зарахована технічна поразка 0:3, а команді «Рось» — технічна перемога 3:0.
| 6 жовтня 2009 14:00 |

| «Арсенал-2»    | 1:2      | «Рось»                  |
| -------------- | -------- | ----------------------- |
| Товкацький 22' | протокол | Недяк 4' Блавацький 48' |

| Біла Церква, стадіон «Трудові резерви» Глядачів: 1000 Арбітр: Іван Бондар (Київ) |

| 14 жовтня 2009 14:00 |

| «Арсенал-2»                                           | 4:2      | «Зеніт»                             |
| ----------------------------------------------------- | -------- | ----------------------------------- |
| Коваль 51' Коваль 53' Крамар 77' (пен.) Коваленко 82' | протокол | Місько 57' (пен.) Петрук 83' (пен.) |

| Біла Церква, стадіон «Трудові резерви» Глядачів: 50 Арбітр: Костянтин Труханов (Харків) |

| 28 жовтня 2009 13:00 |

| «Зеніт»           | 1:5      | «Рось»                                                            |
| ----------------- | -------- | ----------------------------------------------------------------- |
| Петрук 60' (пен.) | протокол | Гетьман 8' Рябцев 13' Рябцев 53' Якименко 63' Полусмак 75' (авт.) |

| Боярка, стадіон «Зеніт» Глядачів: 100 Арбітр: Олександр Москаленко (Київ) |

| 27 березня 2010 16:00 |

| «Рось»                          | 2:2      | «Арсенал-2»                  |
| ------------------------------- | -------- | ---------------------------- |
| Таран 17' Дорогань 45+1' (пен.) | протокол | Кривошеєв 76' Степанюк 90+1' |

| с.Шкарівка, стадіон НТБ ФК «Арсенал» Глядачів: 400 Арбітр: Володимир Новохатний (Київ) |

Бомбардири:
|   | Гравець          | Клуб        | Ігри | Голи (пен.) |
| - | ---------------- | ----------- | ---- | ----------- |
| 1 | Олександр Петрук | «Зеніт»     | 4    | 3 (2)       |
| 2 | Андрій Коваль    | «Арсенал-2» | 2    | 2           |
| 2 | Сергій Рябцев    | «Рось»      | 3    | 2           |

### Група G
| Команда        | ІЛЛ | ТИТ | ШАХ |
| -------------- | --- | --- | --- |
| «Іллічівець-2» |     | 1:0 | 2:2 |
| «Титан»        | 0:0 |     | 2:0 |
| «Шахтар-3»     | 1:1 | 4:1 |     |

| М | Команда        | І | В | Н | П | РМ  | О |
| - | -------------- | - | - | - | - | --- | - |
| 1 | «Іллічівець-2» | 4 | 1 | 3 | 0 | 4−3 | 6 |
| 2 | «Шахтар-3»     | 4 | 1 | 2 | 1 | 7−6 | 5 |
| 3 | «Титан»        | 4 | 1 | 1 | 2 | 3−5 | 4 |

| 9 вересня 2009 15:10 |

| «Титан»                  | 2:0      | «Шахтар-3» |
| ------------------------ | -------- | ---------- |
| Гайдаш 36' Бородавка 48' | протокол |            |

| Донецьк, стадіон «Смолянка» Глядачів: 200 Арбітр: Сергій Толмачов (Маріуполь) |

| 22 вересня 2009 14:00 |

| «Шахтар-3»  | 1:1      | «Іллічівець-2» |
| ----------- | -------- | -------------- |
| Драченко 1' | протокол | Феденков 45+1' |

| Донецьк, стадіон НТБ «Кірша» Глядачів: 100 Арбітр: Олександр Омельченко (Слов'янськ) |

| 6 жовтня 2009 14:00 |

| «Іллічівець-2» | 1:0      | «Титан» |
| -------------- | -------- | ------- |
| Омельченко 61' | протокол |         |

| Маріуполь, стадіон «Західний» Глядачів: 100 Арбітр: Олександр Головков (Сєвєродонецьк) |

| 14 жовтня 2009 14:00 |

| «Шахтар-3»                                         | 4:1      | «Титан»    |
| -------------------------------------------------- | -------- | ---------- |
| Причиненко 35' Дяків 52' Причиненко 68' Ямполь 78' | протокол | Гайдаш 45' |

| Донецьк, стадіон «Шахтар» Глядачів: 100 Арбітр: Олексій Целовальник (Донецьк) |

| 28 жовтня 2009 14:00 |

| «Іллічівець-2»             | 2:2      | «Шахтар-3»                       |
| -------------------------- | -------- | -------------------------------- |
| Омельченко 6' Ковальов 13' | протокол | Караваєв 70' Передрій 84' (авт.) |

| Маріуполь, стадіон «Азовець» Глядачів: 100 Арбітр: Анатолій Жабченко (Сімферополь) |

| 4 листопада 2009 13:00 |

| «Титан» | 0:0      | «Іллічівець-2» |
| ------- | -------- | -------------- |
|         | протокол |                |

| Донецьк, стадіон «Смолянка» Глядачів: 50 Арбітр: Сергій Приступа (Київ) |

Бомбардири:
|   | Гравець              | Клуб           | Ігри | Голи |
| - | -------------------- | -------------- | ---- | ---- |
| 1 | Артем Гайдаш         | «Титан»        | 4    | 2    |
| 1 | Ігор Омельченко      | «Іллічівець-2» | 4    | 2    |
| 1 | Станіслав Причиненко | «Шахтар-3»     | 4    | 2    |

### Група H
| Команда     | ДНІ | ОЛІ | СТА |
| ----------- | --- | --- | --- |
| «Дніпро-75» |     | 4:2 | −:+ |
| «Олімпік»   | 0:0 |     | 1:1 |
| «Сталь»     | 1:1 | 5:1 |     |

| М | Команда     | І | В | Н | П | РМ   | О |
| - | ----------- | - | - | - | - | ---- | - |
| 1 | «Сталь»     | 4 | 2 | 2 | 0 | 8−3  | 8 |
| 2 | «Дніпро-75» | 4 | 1 | 2 | 1 | 5−3  | 5 |
| 3 | «Олімпік»   | 4 | 0 | 2 | 2 | 4−10 | 2 |

«Дніпро-75» було виключене зі змагань після 5-го туру. До 1/8 фіналу вийшли «Сталь» та «Олімпік».
| 9 вересня 2009 14:00 |

| «Олімпік» | 0:0      | «Дніпро-75» |
| --------- | -------- | ----------- |
|           | протокол |             |

| Кіровоград, стадіон «Ікар» Глядачів: 200 Арбітр: Роман Калита (Миколаїв) |

| 22 вересня 2009 16:00 |

| «Олімпік»  | 1:1      | «Сталь»      |
| ---------- | -------- | ------------ |
| Бабіюк 73' | протокол | Бугайчук 75' |

| Кіровоград, стадіон «Ікар» Глядачів: 350 Арбітр: Олександр Білокур (Курахове) |

| 6 жовтня 2009 15:00 |

| «Сталь»   | 1:1      | «Дніпро-75»   |
| --------- | -------- | ------------- |
| Охмат 75' | протокол | Коваленко 90' |

| Дніпродзержинськ, стадіон «Металург» Глядачів: 400 Арбітр: Олексій Целовальник (Донецьк) |

| 14 жовтня 2009 14:00 |

| «Дніпро-75»                                    | 4:2      | «Олімпік»                    |
| ---------------------------------------------- | -------- | ---------------------------- |
| Трубніков 45' Бодня 50' Бодня 63' Чистілін 86' | протокол | Подопригора 52' Зазірний 57' |

| с. Новоолександрівка, стадіон «Ювілейний» Глядачів: 50 Арбітр: Максим Козиряцький (Запоріжжя) |

| 28 жовтня 2009 13:00 |

| «Сталь»                                                | 5:1      | «Олімпік»     |
| ------------------------------------------------------ | -------- | ------------- |
| Прима 21' Обревко 45+1' Шутов 47' Кривий 74' Шутов 80' | протокол | Добролєжа 58' |

| Дніпродзержинськ, стадіон «Металург» Глядачів: 300 Арбітр: Геннадій Літвінов (Луганськ) |

| 23 березня 2010 |

| «Дніпро-75» | −:+      | «Сталь» |
| ----------- | -------- | ------- |
|             | протокол |         |

| с. Новоолександрівка, стадіон «Ювілейний» |

Бомбардири:
|   | Гравець     | Клуб        | Ігри | Голи |
| - | ----------- | ----------- | ---- | ---- |
| 1 | Євген Бодня | «Дніпро-75» | 2    | 2    |
| 1 | Олег Шутов  | «Сталь»     | 3    | 2    |

## 1/8 фіналу
Оскільки у групах B,C та E по дві команди знялися зі змагань, до 1/8 фіналу пройшли 13 команд, причому «Мир», «Рось» і ФК «Львів-2» автоматично проходять до 1/4 фіналу.
|  | 1/8 фіналу     | 1/8 фіналу     |       |                | Чвертьфінал | Чвертьфінал    |   |        | Півфінал | Півфінал | Півфінал | Півфінал |  |  | Фінал | Фінал |
|  |                |                |       |                |             |                |   |        |          |          |          |          |  |  |       |       |
|  | ФК «Львів-2»   |                |       |                |             |                |   |        |          |          |          |          |  |  |       |       |
|  | —              |                |       |                |             |                |   |        |          |          |          |          |  |  |       |       |
|  |                | «Нива»         | 5     |                |             |                |   |        |          |          |          |          |  |  |       |       |
|  |                |                | 5     |                |             |                |   |        |          |          |          |          |  |  |       |       |
|  |                | ФК «Львів-2»   | 0     |                |             |                |   |        |          |          |          |          |  |  |       |       |
|  | «Нива»         | ФК «Львів-2»   | 0     | 3              |             |                |   |        |          |          |          |          |  |  |       |       |
|  | «Нива»         |                |       | 3              |             |                |   |        |          |          |          |          |  |  |       |       |
|  | «Карпати-2»    | 0              |       |                |             |                |   |        |          |          |          |          |  |  |       |       |
|  | «Карпати-2»    | 0              |       |                |             |                |   | «Нива» | 0        | 2        | 2        |          |  |  |       |       |
|  |                |                |       |                |             |                |   | «Нива» | 0        | 2        | 2        |          |  |  |       |       |
|  |                | «Мир»          | 0     | 0              | 0           |                |   |        |          |          |          |          |  |  |       |       |
|  | «Бастіон»      | «Мир»          | 0     | 0              | 0           | 0              |   |        |          |          |          |          |  |  |       |       |
|  | «Бастіон»      |                |       |                |             | 0              |   |        |          |          |          |          |  |  |       |       |
|  | «Спартак»      | 1              |       |                |             |                |   |        |          |          |          |          |  |  |       |       |
|  | «Спартак»      | 1              |       | «Мир»          | 0 (5)       |                |   |        |          |          |          |          |  |  |       |       |
|  |                |                |       | «Мир»          | 0 (5)       |                |   |        |          |          |          |          |  |  |       |       |
|  |                | «Спартак»      | 0 (4) |                |             |                |   |        |          |          |          |          |  |  |       |       |
|  | «Мир»          | «Спартак»      | 0 (4) |                |             |                |   |        |          |          |          |          |  |  |       |       |
|  |                |                |       |                |             |                |   |        |          |          |          |          |  |  |       |       |
|  | —              |                |       |                |             |                |   |        |          |          |          |          |  |  |       |       |
|  |                |                |       |                |             |                |   |        |          |          | «Нива»   | 4        |  |  |       |       |
|  |                |                |       |                |             |                |   |        |          |          |          |          |  |  |       |       |
|  |                | «Гірник-спорт» | 0     |                |             |                |   |        |          |          |          |          |  |  |       |       |
|  | «Гірник-спорт» | «Гірник-спорт» | 0     | 2              |             |                |   |        |          |          |          |          |  |  |       |       |
|  | «Гірник-спорт» |                |       | 2              |             |                |   |        |          |          |          |          |  |  |       |       |
|  | «Арсенал-2»    | 0              |       |                |             |                |   |        |          |          |          |          |  |  |       |       |
|  | «Арсенал-2»    | 0              |       | «Гірник-спорт» | 2           |                |   |        |          |          |          |          |  |  |       |       |
|  |                |                |       | «Гірник-спорт» | 2           |                |   |        |          |          |          |          |  |  |       |       |
|  |                | «Рось»         | 0     |                |             |                |   |        |          |          |          |          |  |  |       |       |
|  | «Рось»         | «Рось»         | 0     |                |             |                |   |        |          |          |          |          |  |  |       |       |
|  |                |                |       |                |             |                |   |        |          |          |          |          |  |  |       |       |
|  | —              |                |       |                |             |                |   |        |          |          |          |          |  |  |       |       |
|  |                |                |       |                |             | «Гірник-спорт» | 0 | 1      | 1        |          |          |          |  |  |       |       |
|  |                |                |       |                |             |                | 0 | 1      | 1        |          |          |          |  |  |       |       |
|  |                | «Іллічівець-2» | 0     | 1              | 1           |                |   |        |          |          |          |          |  |  |       |       |
|  | «Іллічівець-2» | «Іллічівець-2» | 0     | 1              | 1           | 1              |   |        |          |          |          |          |  |  |       |       |
|  | «Іллічівець-2» |                |       |                |             | 1              |   |        |          |          |          |          |  |  |       |       |
|  | «Олімпік»      | 0              |       |                |             |                |   |        |          |          |          |          |  |  |       |       |
|  | «Олімпік»      | 0              |       | «Сталь»        | 0 (2)       |                |   |        |          |          |          |          |  |  |       |       |
|  |                |                |       | «Сталь»        | 0 (2)       |                |   |        |          |          |          |          |  |  |       |       |
|  |                | «Іллічівець-2» | 0 (3) |                |             |                |   |        |          |          |          |          |  |  |       |       |
|  | «Сталь»        | «Іллічівець-2» | 0 (3) | 2              |             |                |   |        |          |          |          |          |  |  |       |       |
|  | «Сталь»        |                |       | 2              |             |                |   |        |          |          |          |          |  |  |       |       |
|  | «Шахтар-3»     | 1              |       |                |             |                |   |        |          |          |          |          |  |  |       |       |

| 31 березня 2010 15:00 |

| «Бастіон» | 0:1      | «Спартак»         |
| --------- | -------- | ----------------- |
|           | протокол | А. Новотрясов 40' |

| Іллічівськ, стадіон «Олімпік» Глядачів: 600 Арбітр: Роман Калита (Миколаїв) |

| 31 березня 2010 16:00 |

| «Гірник-спорт»              | 2:0      | «Арсенал-2» |
| --------------------------- | -------- | ----------- |
| Скляренко 50' Кравченко 58' | протокол |             |

| Комсомольськ, стадіон «Юність» Глядачів: 300 Арбітр: Дмитро Попельницький (Кіровоград) |

| 31 березня 2010 15:00 |

| «Іллічівець-2» | 1:0      | «Олімпік» |
| -------------- | -------- | --------- |
| Доценко 50'    | протокол |           |

| Маріуполь, стадіон «Азовець» Глядачів: 100 Арбітр: Денис Корабльов (Керч) |

| 7 квітня 2010 16:30 |

| «Нива»                            | 3:0      | «Карпати-2» |
| --------------------------------- | -------- | ----------- |
| Козьбан 11' Качур 15' Козьбан 70' | протокол |             |

| Вінниця, Центральний міський стадіон Глядачів: 2000 Арбітр: Іван Бондар (Київ) |

| 7 квітня 2010 15:00 |

| «Сталь»                    | 2:1      | «Шахтар-3»   |
| -------------------------- | -------- | ------------ |
| Скарлош 84' Бережний 90+3' | протокол | Акулінін 56' |

| Дніпродзержинськ, стадіон «Металург» Глядачів: 1200 Арбітр: Вадим Жилін (Суми) |

## 1/4 фіналу
На третьому етапі (1/4 фіналу) команди зіграли по одному матчу. Господар матчу визначався жеребкуванням. Жеребкування відбулося 8 квітня.
| 14 квітня 2010 17:00 |

| «Нива»                                                   | 5:0      | ФК «Львів-2» |
| -------------------------------------------------------- | -------- | ------------ |
| Козьбан 23' Варченко 27' Качур 29' Гергелюк 55' Куба 65' | протокол |              |

| Вінниця, Центральний міський стадіон Глядачів: 2000 Арбітр: Андрій Папірович (Хмельницький) |

| 14 квітня 2010 16:00 |

| «Мир» | 0:0 пен. 5:4 | «Спартак» |
| ----- | ------------ | --------- |
|       | протокол     |           |

| Горностаївка, стадіон «Затис» Глядачів: 700 Арбітр: Дмитро Попельницький (Кіровоград) |

| 14 квітня 2010 17:00 |

| «Гірник-спорт»           | 2:0      | «Рось» |
| ------------------------ | -------- | ------ |
| Забула 17' Полтавець 86' | протокол |        |

| Комсомольськ, стадіон «Юність» Глядачів: 70 Арбітр: Ярослав Пєсоцький (Суми) |

| 14 квітня 2010 16:00 |

| «Сталь» | 0:0 пен. 2:3 | «Іллічівець-2» |
| ------- | ------------ | -------------- |
|         | протокол     |                |

| Дніпродзержинськ, стадіон «Металург» Глядачів: 1500 Арбітр: Геннадій Літвінов (Луганськ) |

## Півфінал
На цьому етапі команди зіграли по два матчі. Господар першого матчу визначався жеребкуванням, якщо в парі дві професіональних або дві аматорських команди. Якщо ж у парі одна аматорська команда, то вона була господарем поля у другому матчі.
| 28 квітня 2010 17:30 |

| «Нива» | 0:0      | «Мир» |
| ------ | -------- | ----- |
|        | протокол |       |

| Вінниця, Центральний міський стадіон Глядачів: 1500 Арбітр: Євген Петраков (Київ) |

| 28 квітня 2010 16:00 |

| «Гірник-спорт» | 0:0      | «Іллічівець-2» |
| -------------- | -------- | -------------- |
|                | протокол |                |

| Комсомольськ, стадіон «Юність» Глядачів: 100 Арбітр: Олексій Москаленко (Кривий Ріг) |

| 5 травня 2010 17:00 |

| «Мир» | 0:2      | «Нива»                  |
| ----- | -------- | ----------------------- |
|       | протокол | Козьбан 45+1' Качур 55' |

| Горностаївка, стадіон «Затис» Глядачів: 500 Арбітр: Дмитро Козорезов (с. Сергіївка) |

| 5 травня 2010 15:00 |

| «Іллічівець-2»     | 1:1      | «Гірник-спорт» |
| ------------------ | -------- | -------------- |
| Доценко 73' (пен.) | протокол | Забула 62'     |

| Маріуполь, стадіон «Західний» Глядачів: 300 Арбітр: Катерина Монзуль (Бабаї) |

## Фінал
| 6 червня 2010 17:00 |

| «Нива»                                      | 4:0      | «Гірник-спорт» |
| ------------------------------------------- | -------- | -------------- |
| Воронін 19' Качур 48' Качур 63' Козьбан 65' | Протокол |                |

| Олександрія, КСК «Ніка» Глядачів: 3000 Арбітр: В.Дяченко (Кіровоград) |

| Нива: | Гірник-Спорт: |

| ГК            | 1  | Василь Скибенко     |          |
| ЗХ            | 3  | Федір Прохоров      |          |
| ЗХ            | 4  | Олександр Гергелюк  |          |
| ЗХ            | 10 | Володимир Найко     |          |
| ЗХ            | 5  | Сергій Воронін      | 19'      |
| ПЗ            | 13 | Сергій Герасимець   |          |
| НП            | 21 | Богдан Варченко     |          |
| ПЗ            | 9  | Андрій Пилявський   |          |
| ПЗ            | 11 | Вадим Бовтрук       |          |
| НП            | 27 | Руслан Качур        | 48', 63' |
| НП            | 19 | Дмитро Козьбан      | 65'      |
| Запасні:      |    |                     |          |
| НП            | 8  | Андрій Веретинський |          |
| НП            | 20 | Сергій Кушка        |          |
| ПЗ            | 18 | Павло Лук'янець     |          |
| ГК            | 21 | Олександр Гайдаржі  |          |
| ПЗ            | 16 | Олексій Пивовар     |          |
| ПЗ            | 15 | Богдан Адаменко     |          |
| Тренер:       |    |                     |          |
| Олег Федорчук |    |                     |          |

| ГК             | 1  | Денис Мачулін       |  |
|                | 2  | Ярослав Калініченко |  |
|                | 3  | Максим Полтавець    |  |
|                | 5  | Андрій Кондрашов    |  |
|                | 7  | Роман Малиночка     |  |
|                | 8  | Костянтин Крутенко  |  |
|                | 9  | Руслан Дехтяр       |  |
|                | 11 | Сергій Кравченко    |  |
|                | 13 | Євгеній Слива       |  |
|                | 17 | Володимир Ткаченко  |  |
|                | 22 | Ілля Ходуля         |  |
| Запасні:       |    |                     |  |
| ГК             | 18 | Андрій Бахметьєв    |  |
|                | 4  | Тарас Малюк         |  |
|                | 10 | Олег Філь           |  |
|                | 14 | Олександр Забула    |  |
|                | 15 | Іван Львов          |  |
|                | 20 | Владислав Іващенко  |  |
|                | 23 | Ярослав Бахмач      |  |
| Тренер:        |    |                     |  |
| Сергій Мурадян |    |                     |  |

| Володар Кубка Ліги 2010 |
| ----------------------- |
| «Нива» (Вінниця) Вперше |

## Бомбардири
|   | Гравець           | Клуб    | Ігри | Голи (пен.) |
| - | ----------------- | ------- | ---- | ----------- |
| 1 | Олександр Поліщук | «Верес» | 3    | 5           |
| 1 | Руслан Качур      | «Нива»  | 5    | 5           |
| 1 | Дмитро Козьбан    | «Нива»  | 8    | 5           |